# Sandra Maria Schlegel
Sandra Maria Schlegel (* 2. Mai 1977 in Schrobenhausen) ist eine deutsche Schauspielerin.
Ihre Laufbahn beim deutschen Film und Fernsehen begann 2003 mit dem Film Verflixt verliebt, bei dem Peter Luisi Regie führte. Danach folgten Kurzfilme wie Fledermäuse im Bauch  oder Alcoholidays. 2008 und 2009 konnte man sie in der täglichen Serie 112 – Sie retten dein Leben bei RTL sehen. In der Produktion von action concept spielte sie die Verwaltungschefin.
Sandra Schlegel spielt überwiegend bei Theaterproduktionen mit und lebt seit September 2009 in München.

## Filmografie (Auswahl)
- 2003: Verflixt verliebt
- 2004: Fledermäuse im Bauch
- 2007–2008: 112 – Sie retten dein Leben (Hauptcast)
- 2013: Die Rosenheim-Cops – Abgehängt